# کریسترون فراستادوتیر
کریسترون میول فراستادوتیر ( تلفظ ایسلندی: [ˈkʰrɪstrun ˈmjœtl̥ ˈfrɔstaˌtouhtɪr̥] ؛ متولد ۱۲ مه ۱۹۸۸) سیاستمدار و اقتصاددان ایسلندی است که از دسامبر ۲۰۲۴ به عنوان نخست وزیر ایسلند خدمت کرده و رهبر فعلی اتحاد سوسیال دموکرات است. او در انتخابات پارلمانی ۲۰۲۱ به عضویت آلثینگ انتخاب شد . او در سن ۳۷ سالگی، جوانترین رهبر ایالتی در جهان است.

## زندگینامه

### اوایل زندگی
کریسترون در ریکیاویک از فراستی فیفیل یوهانسون، مردم‌شناس، و استاینون گودنی اچ. یونسدوتیر، پزشک، متولد شد. او از کالج جونیور ریکیاویک فارغ‌التحصیل شد . سپس مدرک لیسانس خود را از دانشگاه ایسلند ؛ مدرک کارشناسی ارشد خود را در رشته مطالعات بین‌الملل از دانشکده امور جهانی ییل جکسون ؛ و مدرک کارشناسی ارشد خود را در رشته اقتصاد از دانشگاه بوستون دریافت کرد .

### شغل
او به عنوان روزنامه‌نگار برای روزنامه تجاری نمایش/پنهان کردن کار کرده و در بخش تحلیل بانک آریون کارمند بوده است. او ابتدا در نیویورک و سپس در لندن ، متخصص مورگان استنلی بود . او در سال ۲۰۱۷ به عنوان اقتصاددان اصلی اتاق بازرگانی ایسلند خدمت کرد و در سال ۲۰۱۸، اقتصاددان اصلی بانک Kvika شد . او تا سال ۲۰۲۱ خدمت کرد، زمانی که برای قرار گرفتن در فهرست اتحاد سوسیال دموکرات در حوزه انتخابیه ریکیاویک جنوبی درخواست داد . 

### پارلمان
او در انتخابات پارلمانی ۲۰۲۱ به عنوان عضوی از حوزه انتخابیه آلتینگ ریکیاویک جنوبی انتخاب شد . در انتخابات زودهنگام ۲۰۲۴ ، او به عنوان نماینده حوزه انتخابیه ریکیاویک شمالی انتخاب شد . 
پیش از نخست وزیر شدن، او بین سال‌های 2021 تا 2024 در کمیته بودجه عضویت داشت و در سال 2023 نیز مدت کوتاهی در کمیته امور اقتصادی و تجارت مشغول به کار بود.

### رهبری حزب
او نامزدی خود را برای رهبری حزب در اوت 2022 اعلام کرد و بعداً در کنگره حزب در ماه اکتبر بدون رقیب و با 94 درصد آرا انتخاب شد.

### نخست وزیر ایسلند (۲۰۲۴–تاکنون)
نوشتار اصلی: کابینه کریسترون فراستادوتیر
کریسترون حزب خود را در انتخابات زودهنگام 2024 رهبری کرد و 20.8 درصد آرا و 15 کرسی در مجلس عوام را به دست آورد .  او مذاکرات ائتلافی را با حزب ویراین و حزب مردم برگزار کرد که در 4 دسامبر آغاز شد و هفده روز بعد به پایان رسید، زمانی که او به همراه کابینه‌اش به عنوان نخست وزیر منصوب شد.

## زندگی شخصی
کریسترون با اینار برگور اینگوارسون ازدواج کرده است و آنها دو فرزند دارند که در سال‌های ۲۰۱۹ و ۲۰۲۳ متولد شده‌اند